# Evasio
Evasio (Benevento, s. III-Casale Monferrato, 292/¿362?), fue un religioso, misionero católico y sacerdote lombardo, obispo de la diócesis de Asti. Es considerado obispo mártir y santo por las iglesias Católica y Ortodoxa, y su fiesta litúrgica se celebra el 1 de diciembre.

## Hagiografía
Evasio nació en una fecha indeterminada, entre el amplio rango comprendido entre los siglos III y... VIII.

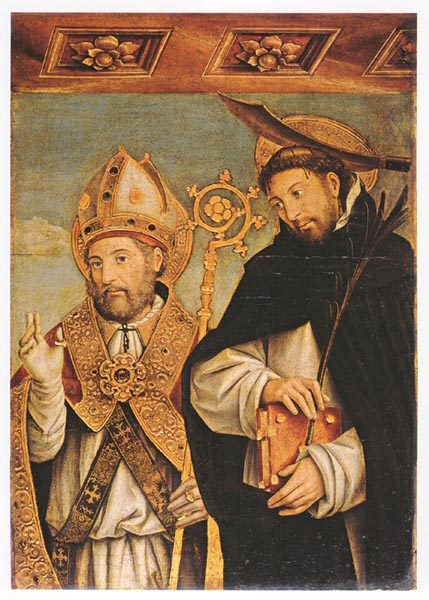
San Pedro mártir y (probablemente) San Evasio, Giovanni Martino Spanzotti

Según estudios de carbono 14 realizados a los restos del religioso, se ha concluido que Evasio murió en el siglo III y ésta dato coincide con la publicación del estudioso italiano Fulgenzio Emiglio "Historia e vita di Sant'Evasio Vescovo e Martire" de 1708, en la que afirma que Evasio falleció a la edad de 60 años el 1 de diciembre de 292. Sin embargo, no se ha hecho popular el estudio, por lo que la fecha exacta de su existencia genera amplia controversia.

### Patronazgo
Su fiesta litúrgica se celebra el 1 de diciembre en Asti y se considera como su onomástico oficial, pero también es honrado el 12 de noviembre en Cassale Monferrato, más exactamente en la provincia de Alessandria. 
Evasio es considerado como patrono de la ciudad y diócesis de Cassale, al norte de Italia, y sus reliquias se encuentran en la capilla de la catedral dedicada a él en esta ciudad. También se considera santo patrón de Alessandria, de Rocchetta Palafea, en Langhe; de Pedrengo, en Bérgamo; y en Bizzarone en Como.